# Grönländische Fußballmeisterschaft
Die Grönländische Fußballmeisterschaft (grönländisch Isikkamik Arsaalluni Pissartanngorniunneq, dänisch Grønlandsmesterskabet i foldbold (GM), von 2003 bis 2007 Coca Cola GM) ist seit 1954 die Fußballliga Grönlands. Seit 1971 wird sie vom grönländischen Fußballverband Kalaallit Arsaattartut Kattuffiat (KAK) organisiert. Zuvor wurde die Meisterschaft von Grønlands Idrætsforbund (GIF) ausgetragen.
Grönländischer Rekordmeister und aktueller Titelträger nach der Meisterschaft 2024 ist B-67 Nuuk mit 15 Meistertiteln.

## Austragungsort
Seit der Saison 1963/64 wird die Schlussrunde jedes Jahr vollständig in einer Stadt durchgeführt. In den ersten Jahren fand die Schlussrunde fast immer in Nuuk statt, seit den 1980er Jahren wird häufiger abgewechselt.
| Austragungsort | Austragungen |
| -------------- | --- |
| Nuuk           | 21 (1963/64, 1966/67, 1967/68, 1969, 1971, 1972, 1973, 1976, 1978, 1982, 1985, 1986, 1990, 1994, 1996, 1999, 2007, 2010, 2014, 2016, 2018) |
| Sisimiut       | 10 (1970, 1974, 1977, 1981, 1991, 1995, 2001, 2006, 2011, 2019)                                                                            |
| Qaqortoq       | 8 (1980, 1989, 1993, 1998, 2003, 2008, 2013, 2023)                                                                                         |
| Ilulissat      | 6 (1984, 1992, 2002, 2004, 2012, 2020, 2021, 2022)                                                                                         |
| Aasiaat        | 3 (1975, 1979, 1988) |
| Qeqertarsuaq   | 3 (2009, 2017, 2024) |
| Maniitsoq      | 2 (1987, 1997) |
| Qasigiannguit  | 2 (2000, 2015) |
| Paamiut        | 1 (1983) |
| Uummannaq      | 1 (2005) |

## Modus
Der Modus der grönländischen Fußballmeisterschaft wechselt regelmäßig. Da es keine Ligenhierarchie gibt, steht die Teilnahme an der Meisterschaft jährlich allen interessierten Mannschaften offen. In beinahe allen Jahren, soweit Informationen vorliegen, gab es eine ein- oder seltener zweistufige Qualifikationsrunde, in der die Mannschaften nach regionalen Gesichtspunkten aufgeteilt um einen Platz in der Schlussrunde spielten. Meist qualifizieren sich die besten ein bis drei Mannschaften jeder Qualifikationsgruppe für die Schlussrunde. Lediglich für die Saison 1959/60 ist ein durchgehendes K.-o.-Turnier überliefert.
Bis 1980 wurden in der Schlussrunde noch verschiedene Systeme angewandt, teils auf Basis einer K.-o.-Runde, teils als Gruppenturnier. Seit der Saison 1980 hat es immer eine Gruppenphase mit zwei Gruppen mit anschließender K.-o.-Runde bzw. Platzierungsspielen gegeben. Lediglich 2019 wurde mit nur einer Gruppe gespielt. In den meisten Jahren wurden alle Platzierungen ausgespielt, in einigen Jahren wurde auf die Austragung von Spielen um Platz 5, 7 oder 9 verzichtet.

## Teilnehmer
Folgende Mannschaften haben in der Vergangenheit an der Meisterschaft teilgenommen. Angegeben sind – soweit überliefert – die Zahlen der Gesamtteilnahmen und der Schlussrundenteilnahmen:
- Kamik-79 Kullorsuaq (1/0)
- K'ingmiaraĸ Kullorsuaq (1/0)
- N-71 Nuussuaq (1/0)
- TAS-64 Tasiusaq (1/0)
- ASP-62 Aappilattoq (1/0)
- K'ingmeĸ-45 Upernavik (15/1)
- UB-83 Upernavik (12/3)
- KFC Kangersuatsiaq (1/0)
- Ukaleĸ Kangersuatsiaq (1/0)
- Terianniaq-58 Upernavik Kujalleq (3/1)
- Isúngaĸ Illorsuit (2/0)
- Kugsak Ukkusissat (1/0)
- Amaroĸ-53 Saattut (7/0)
- Eqaluk-56 Ikerasak (17/3)
- FC Malamuk Uummannaq (38/28)
- UB-68 Uummannaq (21/7)**
- Ukaleq-55 Qaarsut (6/0)
- Kalâleĸ Niaqornat (1/0)
- Nanoĸ Qullissat (7/2)*/**
- Disko-76 Qeqertarsuaq (21/9)
- G-44 Qeqertarsuaq (23/17)
- K'SP Qeqertarsuaq (4/0)
- Piniartoĸ Saqqaq (1/0)
- R-77 Oqaatsut (2/0)
- I-69 Ilulissat (21/6)**
- N-48 Ilulissat (48/38)
- Ípernaĸ-53 Ilimanaq (2/0)
- CIF-70 Qasigiannguit (8/4)**
- Kugsak-45 Qasigiannguit (34/20)**
- Uiloĸ Nivaaq (1/0)
- A-51 Akunnaaq (8/1)
- Aasiak-97 Aasiaat (1/1)
- ESE Aasiaat (1/0)**
- T-41 Aasiaat (28/13)*
- T-41 Aasiaat II (2/0)
- Míngoĸ Kitsissuarsuit (2/0)
- FC Aqisseq Kangaatsiaq (2/1)
- Ippernaq-53 Kangaatsiaq (11/0)**
- KB-84 Kangaatsiaq (2/1)
- NBK-88 Niaqornaarsuk (3/0)
- Sarfaq-62 Niaqornaarsuk (1/0)**
- Atanermiut-96 Iginniarfik (1/0)
- Arfeĸ-85 Attu (2/0)
- FC Asummiut Sisimiut (1/0)
- S-68 Sisimiut (13/3)
- S-68 Sisimiut II (1/0)
- SAK Sisimiut (38/25)*
- SAK Sisimiut II (4/0)
- IT-87 Itilleq (1/0)
- K'âsuk Kangaamiut (6/0)**
- KT-85 Kangaamiut (5/0)
- Aĸigssiaĸ Maniitsoq (14/7)
- Kâgssagssuk Maniitsoq (35/15)*
- Sapîtsoĸ Napasoq (1/0)
- Kâgssagssuk Atammik (1/0)
- Tusilartoĸ Kangeq (2/0)
- B-67 Nuuk (38/30)
- B-67 Nuuk II (7/0)
- GSS Nuuk (18/9)
- IT-79 Nuuk (10/8)
- NÛK (50/29)**
- NÛK II (9/0)
- NÛK III (1/0)
- FC (Tuttu) Nuuk (3/0)
- Young Guns Nuuk (1/0)
- Qoornoq (2/0)*
- SK-51 Kapisillit (2/0)*
- Iliarssuk Qeqertarsuatsiaat (10/0)
- Nagtoralik Paamiut (32/13)*
- Nagtoralik Paamiut II (1/0)
- S-69 Paamiut (2/0)**
- Pamêĸ-45 Arsuk (5/0)*
- Â-43 Narsaq (8/1)*/**
- N-85 Narsaq (22/8)
- Kigtoraĸ Narsaq (1/0)
- Nauja-47 Igaliku (2/0)**
- K-33 Qaqortoq (48/38)*
- K-33 Qaqortoq II (2/1)
- QAA Qaqortoq (5/0)
- E-66 Eqalugaarsuit (1/0)
- Narssarmiutaĸ Ammassivik (5/0)
- Arssaĸ-50 Alluitsup Paa (7/0)
- FC Nanortalik (1/0)
- Siuteroĸ Nanortalik (18/5)**
- SON Nanortalik (1/0)
- Eĸaluk-54 Tasiusaq (16/8)**
- Qavak-59 Aappilattoq (2/0)
- Kalak-44 Narsarmijit (2/0)
- IT-80 Isertoq (1/0)
- ATA Tasiilaq (16/8)
- ATA Tasiilaq II (2/0)
- ATA Tasiilaq III (2/0)
- TM-62 Kulusuk (6/2)
- TM-62 Kulusuk II (1/0)
- K-64 Kuummiit (4/1)
- K-64 Kuummiit II (1/0)
- S-83 Sermiligaaq (1/0)
- GIF (Grønlands Idrætsforbund?) (1/0)

* In einem Fall ist nur bekannt, dass eine Mannschaft aus dem jeweiligen Ort teilgenommen hat. Es ist nicht bekannt, ob es sich um diese Mannschaft gehandelt hat, wenngleich es sehr wahrscheinlich ist.

** In einem Fall waren die Mannschaften dem Fußballverband beigetreten und somit vorläufig für die Meisterschaft gemeldet, aber es ist nicht belegt, dass sie tatsächlich teilgenommen haben.

## Übersicht über die Schlussrunden
| Saison  | Meister                                     | Vizemeister                                 | Dritter                                     | Teilnehmer | Modus                                                        | Austragungsort |
| ------- | ------------------------------------------- | ------------------------------------------- | ------------------------------------------- | ---------- | ------------------------------------------------------------ | -------------- |
| 1954/55 | NÛK (1)                                     | N-48 Ilulissat                              | Narsaq                                      | 3          | 1× Halbfinale, Finale                                        | —              |
| 1958    | GSS Nuuk (1)                                | K-33 Qaqortoq                               | unbekannt                                   | ?          | unbekannt                                                    | —              |
| 1959/60 | Nanoĸ Qullissat (1)                         | K-33 Qaqortoq                               | unbekannt                                   | —          | K.-.o.-Turnier                                               | —              |
| 1963/64 | K-33 Qaqortoq (1)                           | Nanoĸ Qullissat                             | SAK Sisimiut                                | 4          | 2× Halbfinale, Spiel um Platz 3, Finale                      | Nuuk           |
| 1966/67 | K-33 Qaqortoq (2)                           | T-41 Aasiaat                                | SAK Sisimiut                                | 3          | Gruppenturnier                                               | Nuuk           |
| 1967/68 | T-41 Aasiaat (1)                            | SAK Sisimiut                                | K-33 Qaqortoq                               | 3          | Gruppenturnier                                               | Nuuk           |
| 1969    | K-33 Qaqortoq (3)                           | T-41 Aasiaat                                | B-67 Nuuk/Nanoĸ Qullissat                   | 4          | 2× Halbfinale, Finale                                        | Nuuk           |
| 1970    | T-41 Aasiaat (2)                            | K-33 Qaqortoq                               | SAK Sisimiut/Malamuk Uummannaq              | 6          | 2× Viertelfinale, 2× Halbfinale, Finale                      | Sisimiut       |
| 1971    | T-41 Aasiaat (3)                            | GSS Nuuk                                    | K-33 Qaqortoq                               | 3          | 1× Halbfinale, Finale                                        | Nuuk           |
| 1972    | GSS Nuuk (2)                                | G-44 Qeqertarsuaq                           | T-41 Aasiaat                                | 4          | Gruppenturnier                                               | Nuuk           |
| 1973    | GSS Nuuk (3)                                | unbekannt                                   | unbekannt                                   | 4          | Gruppenturnier                                               | Nuuk           |
| 1974    | SAK Sisimiut (1)                            | K-33 Qaqortoq                               | unbekannt                                   | ?          | unbekannt                                                    | Sisimiut       |
| 1975    | GSS Nuuk (4)                                | G-44 Qeqertarsuaq                           | I-69 Ilulissat                              | ?          | unbekannt                                                    | Aasiaat        |
| 1976    | GSS Nuuk (5)                                | Nagtoralik Paamiut                          | I-69 Ilulissat                              | 4          | Gruppenturnier                                               | Nuuk           |
| 1977    | N-48 Ilulissat (1)                          | unbekannt                                   | unbekannt                                   | ?          | unbekannt                                                    | Sisimiut       |
| 1978    | N-48 Ilulissat (2)                          | NÛK                                         | K-33 Qaqortoq                               | 4          | Gruppenturnier                                               | Nuuk           |
| 1979    | CIF-70 Qasigiannguit (1)                    | SAK Sisimiut                                | unbekannt                                   | ?          | unbekannt                                                    | Aasiaat        |
| 1980    | N-48 Ilulissat (3)                          | SAK Sisimiut                                | CIF-70 Qasigiannguit                        | 6          | 2 Gruppen, 2× Halbfinale, Platzierungsspiele (1, 3, 5)       | Qaqortoq       |
| 1981    | NÛK (2)                                     | N-48 Ilulissat                              | SAK Sisimiut                                | 6          | 2 Gruppen, 2× Halbfinale, Platzierungsspiele (1, 3, 5)       | Sisimiut       |
| 1982    | N-48 Ilulissat (4)                          | UB-68 Uummannaq                             | B-67 Nuuk                                   | 6          | 2 Gruppen, 2× Halbfinale, Spiel um Platz 3, Finale           | Nuuk           |
| 1983    | N-48 Ilulissat (5)                          | CIF-70 Qasigiannguit                        | unbekannt                                   | ?          | unbekannt                                                    | Paamiut        |
| 1984    | N-48 Ilulissat (6)                          | Disko-76 Qeqertarsuaq                       | NÛK                                         | 6          | 2 Gruppen, 2× Halbfinale, Spiel um Platz 3, Finale           | Ilulissat      |
| 1985    | NÛK (3)                                     | Disko-76 Qeqertarsuaq                       | K-33 Qaqortoq                               | 8          | 2 Gruppen, 2× Halbfinale, Platzierungsspiele (1, 3, 5, 7)    | Nuuk           |
| 1986    | NÛK (4)                                     | K-33 Qaqortoq II                            | Kâgssagssuk Maniitsoq                       | 6          | 2 Gruppen, 2× Halbfinale, Platzierungsspiele (1, 3, 5) (?)   | Nuuk           |
| 1987    | K-33 Qaqortoq (4)                           | N-48 Ilulissat                              | Nagtoralik Paamiut                          | 8          | 2 Gruppen, 2× Halbfinale, Spiel um Platz 3, Finale           | Maniitsoq      |
| 1988    | K-33 Qaqortoq (5)                           | N-48 Ilulissat                              | I-69 Ilulissat                              | 8          | 2 Gruppen, 2× Halbfinale, Spiel um Platz 3, Finale           | Aasiaat        |
| 1989    | Kâgssagssuk Maniitsoq (1)                   | K-33 Qaqortoq                               | NÛK                                         | 8          | 2 Gruppen, 2× Halbfinale, Platzierungsspiele (1, 3, 5, 7)    | Qaqortoq       |
| 1990    | NÛK (5)                                     | Aĸigssiaĸ Maniitsoq                         | K-33 Qaqortoq                               | 6          | 2 Gruppen, 2× Halbfinale, Platzierungsspiele (1, 3, 5)       | Nuuk           |
| 1991    | K-33 Qaqortoq (6)                           | Aĸigssiaĸ Maniitsoq                         | T-41 Aasiaat                                | 6          | 2 Gruppen, 2× Halbfinale, Platzierungsspiele (1, 3, 5)       | Sisimiut       |
| 1992    | Aĸigssiaĸ Maniitsoq (1)                     | Siuteroĸ Nanortalik                         | N-48 Ilulissat                              | 6          | 2 Gruppen, 2× Halbfinale, Platzierungsspiele (1, 3, 5)       | Ilulissat      |
| 1993    | B-67 Nuuk (1)                               | K-33 Qaqortoq                               | N-48 Ilulissat                              | 8          | 2 Gruppen, 2× Halbfinale, Platzierungsspiele (1, 3, 5, 7)    | Qaqortoq       |
| 1994    | B-67 Nuuk (2)                               | Aĸigssiaĸ Maniitsoq                         | NÛK                                         | 6          | 2 Gruppen, 2× Halbfinale, Platzierungsspiele (1, 3, 5)       | Nuuk           |
| 1995    | Kugsak-45 Qasigiannguit (1)                 | K-33 Qaqortoq                               | SAK Sisimiut                                | 8          | 2 Gruppen, 2× Halbfinale, Platzierungsspiele (1, 3, 5, 7)    | Sisimiut       |
| 1996    | B-67 Nuuk (3)                               | Kugsak-45 Qasigiannguit                     | Disko-76 Qeqertarsuaq                       | 8          | 2 Gruppen, 2× Halbfinale, Platzierungsspiele (1, 3, 5, 7)    | Nuuk           |
| 1997    | NÛK (6)                                     | K-33 Qaqortoq                               | Kugsak-45 Qasigiannguit                     | 8          | 2 Gruppen, 2× Halbfinale, Platzierungsspiele (1, 3, 5, 7)    | Maniitsoq      |
| 1998    | K-33 Qaqortoq (7)                           | NÛK                                         | N-85 Narsaq                                 | 8          | 2 Gruppen, 2× Halbfinale, Platzierungsspiele (1, 3, 5, 7)    | Qaqortoq       |
| 1999    | B-67 Nuuk (4)                               | Kugsak-45 Qasigiannguit                     | K-33 Qaqortoq                               | 8          | 2 Gruppen, 2× Halbfinale, Platzierungsspiele (1, 3, 5, 7)    | Nuuk           |
| 2000    | N-48 Ilulissat (7)                          | Kugsak-45 Qasigiannguit                     | SAK Sisimiut                                | 8          | 2 Gruppen, 2× Halbfinale, Platzierungsspiele (1, 3, 5, 7)    | Qasigiannguit  |
| 2001    | N-48 Ilulissat (8)                          | Kugsak-45 Qasigiannguit                     | FC Malamuk Uummannaq                        | 8          | 2 Gruppen, 2× Halbfinale, Platzierungsspiele (1, 3, 5, 7)    | Sisimiut       |
| 2002    | Kugsak-45 Qasigiannguit (2)                 | B-67 Nuuk                                   | N-48 Ilulissat                              | 8          | 2 Gruppen, 2× Halbfinale, Platzierungsspiele (1, 3, 5, 7)    | Ilulissat      |
| 2003    | K-33 Qaqortoq (8)                           | Kugsak-45 Qasigiannguit                     | B-67 Nuuk                                   | 8          | 2 Gruppen, 4× Halbfinale, Platzierungsspiele (1, 3, 5, 7)    | Qaqortoq       |
| 2004    | FC Malamuk Uummannaq (1)                    | B-67 Nuuk                                   | N-48 Ilulissat                              | 8          | 2 Gruppen, 2× Halbfinale, Platzierungsspiele (1, 3, 5, 7)    | Ilulissat      |
| 2005    | B-67 Nuuk (5)                               | N-48 Ilulissat                              | FC Malamuk Uummannaq                        | 8          | 2 Gruppen, 2× Halbfinale, Platzierungsspiele (1, 3, 5, 7)    | Uummannaq      |
| 2006    | N-48 Ilulissat (9)                          | N-85 Narsaq                                 | B-67 Nuuk                                   | 8          | 2 Gruppen, 4× Halbfinale, Platzierungsspiele (1, 3, 5, 7)    | Sisimiut       |
| 2007    | N-48 Ilulissat (10)                         | Kugsak-45 Qasigiannguit                     | K-33 Qaqortoq                               | 8          | 2 Gruppen, 2× Halbfinale, Platzierungsspiele (1, 3, 5, 7)    | Nuuk           |
| 2008    | B-67 Nuuk (6)                               | K-33 Qaqortoq                               | N-48 Ilulissat                              | 8          | 2 Gruppen, 2× Halbfinale, Platzierungsspiele (1, 3, 5, 7)    | Qaqortoq       |
| 2009    | G-44 Qeqertarsuaq (1)                       | FC Malamuk Uummannaq                        | Eĸaluk-54 Tasiusaq                          | 8          | 2 Gruppen, 2× Halbfinale, Platzierungsspiele (1, 3, 5, 7)    | Qeqertarsuaq   |
| 2010    | B-67 Nuuk (7)                               | G-44 Qeqertarsuaq                           | N-48 Ilulissat                              | 8          | 2 Gruppen, 2× Halbfinale, Platzierungsspiele (1, 3, 5, 7)    | Nuuk           |
| 2011    | G-44 Qeqertarsuaq (2)                       | B-67 Nuuk                                   | T-41 Aasiaat                                | 10         | 2 Gruppen, 2× Halbfinale, Platzierungsspiele (1, 3, 5, 7, 9) | Sisimiut       |
| 2012    | B-67 Nuuk (8)                               | N-48 Ilulissat                              | G-44 Qeqertarsuaq                           | 10         | 2 Gruppen, 2× Halbfinale, Spiel um Platz 3, Finale           | Ilulissat      |
| 2013    | B-67 Nuuk (9)                               | G-44 Qeqertarsuaq                           | NÛK                                         | 8          | 2 Gruppen, 4× Halbfinale, Platzierungsspiele (1, 3, 5, 7)    | Qaqortoq       |
| 2014    | B-67 Nuuk (10)                              | FC Malamuk Uummannaq                        | IT-79 Nuuk                                  | 8          | 2 Gruppen, 2× Halbfinale, Platzierungsspiele (1, 3, 5, 7)    | Nuuk           |
| 2015    | B-67 Nuuk (11)                              | IT-79 Nuuk                                  | G-44 Qeqertarsuaq                           | 8          | 2 Gruppen, 2× Halbfinale, Platzierungsspiele (1, 3, 5, 7)    | Qasigiannguit  |
| 2016    | B-67 Nuuk (12)                              | N-48 Ilulissat                              | IT-79 Nuuk                                  | 8          | 2 Gruppen, 2× Halbfinale, Platzierungsspiele (1, 3, 5, 7)    | Nuuk           |
| 2017    | IT-79 Nuuk (1)                              | B-67 Nuuk                                   | G-44 Qeqertarsuaq                           | 8          | 2 Gruppen, 2× Halbfinale, Platzierungsspiele (1, 3, 5, 7)    | Qeqertarsuaq   |
| 2018    | B-67 Nuuk (13)                              | N-48 Ilulissat                              | IT-79 Nuuk                                  | 10         | 2 Gruppen, 2× Halbfinale, Platzierungsspiele (1, 3, 5, 7, 9) | Nuuk           |
| 2019    | N-48 Ilulissat (11)                         | G-44 Qeqertarsuaq                           | IT-79 Nuuk                                  | 6          | 1 Gruppe, Platzierungsspiele (1, 3, 5)                       | Sisimiut       |
| 2020    | Aufgrund der COVID-19-Pandemie ohne Meister | Aufgrund der COVID-19-Pandemie ohne Meister | Aufgrund der COVID-19-Pandemie ohne Meister | 8          | unbekannt                                                    | Ilulissat      |
| 2021    | Aufgrund der COVID-19-Pandemie ohne Meister | Aufgrund der COVID-19-Pandemie ohne Meister | Aufgrund der COVID-19-Pandemie ohne Meister | —          | unbekannt                                                    | Ilulissat      |
| 2022    | N-48 Ilulissat (12)                         | B-67 Nuuk                                   | IT-79 Nuuk                                  | 8          | 2 Gruppen, 4× Halbfinale, Platzierungsspiele (1, 3, 5, 7)    | Ilulissat      |
| 2023    | B-67 Nuuk (14)                              | G-44 Qeqertarsuaq                           | K-33 Qaqortoq                               | 6          | 1 Gruppe, Platzierungsspiele (1, 3)                          | Qaqortoq       |
| 2024    | B-67 Nuuk (15)                              | N-48 Ilulissat                              | G-44 Qeqertarsuaq                           | 7          | 2 Gruppen, 3× Halbfinale, Platzierungsspiele (1, 3, 5)       | Qeqertarsuaq   |

## Titelträger
| Rang | Verein                  | Gesamt |
| ---- | ----------------------- | ------ |
| 1    | B-67 Nuuk               | 15     |
| 2    | N-48 Ilulissat          | 12     |
| 3    | K-33 Qaqortoq           | 8      |
| 4    | NÛK                     | 6      |
| 5    | GSS Nuuk                | 5      |
| 6    | T-41 Aasiaat            | 3      |
| 7    | G-44 Qeqertarsuaq       | 2      |
| 7    | Kugsak-45 Qasigiannguit | 2      |
| 9    | Aĸigssiaĸ Maniitsoq     | 1      |
| 9    | CIF-70 Qasigiannguit    | 1      |
| 9    | IT-79 Nuuk              | 1      |
| 9    | Kâgssagssuk Maniitsoq   | 1      |
| 9    | FC Malamuk Uummannaq    | 1      |
| 9    | Nanoĸ Qullissat         | 1      |
| 9    | SAK Sisimiut            | 1      |